# Трамвай серії 71-612
КТМ-12 (71-612 відповідно до Єдиної нумерації вагонів) — проект шестивісного трисекційного низькопідлогового моторного трамвайного вагона, що розроблявся в кінці 1980-х років Усть-Катавським вагонобудівним заводом.

## Історія створення

Макет перспективного трамвая, вигляд збоку

У 1980-х роках Усть-Катавський вагонобудівний завод під керівництвом головного конструктора С. А. Шленського розпочинає розробку нової серії трамвайних вагонів 71-608. Повна лінійка 8-ї серії на той момент мала 8 вагонів і була представлена в 1990 ріку на всесоюзному семінарі «Перспективи створення та впровадження нових типів рухомого складу міськелектротранспорту». Одним з лінійки нових вагонів мав стати 71-612 — низькопідлоговий зчленований шестивісний трисекційний трамвайний вагон з малоповоротними осями (з відмовою від поворотних візків шляхом оригінального вузла зчленування) на базі двох вагонів 71-608, проміжною і трохи зміненим дизайном 8-ї серії (зокрема, асиметричною кабіною), на основі дизайну перспективного трамвая, розробленого в 1987 році художником-конструктором Уральської філії Всеросійський науково-дослідний інститут технічної естетики Ігорем Володимировичем Левітом. 
Проект перспективного трамвая передбачав комплекс рішень, які раніше не застосовувалися у вітчизняній практиці:
- Модульна схема побудови, що дозволяє легко змінювати кількість вагонів у складі.
- Низька підлога, наскрізний прохід.
- Неповоротні візки без єдиних осей для колісних пар, що знаходяться в центрі кожного модуля, що дозволяють зробити підлогу в єдиному рівні по всій довжині складу.
- Двовісні вузли зчленування, що дозволяють складу на неповоротних візках проходити S-подібні повороти.
- Асиметрична конструкція головного та останнього вагонів, що дозволяє збільшити їх довжину, не порушуючи габариту проходження мінімального радіуса повороту з лівого боку (сторони зустрічного руху).
- Плоска поверхня складу з посадкової сторони (сторони дверей), що дозволяє без зазорів використовувати перон, що знаходиться на рівні підлоги трамвая.

## Подальша доля
Через розпад СРСР та сумнівну перспективу проекту в новій економічній реальності конструкторське бюро УКВЗ змушене було зупинити розробку вагона на стадії ескізного проекту. Вагон 71-612 так і не був реалізований в металі.